# Thalictrum roseanum
Thalictrum roseanum är en ranunkelväxtart som beskrevs av B. Boiv.. Thalictrum roseanum ingår i släktet rutor, och familjen ranunkelväxter. Inga underarter finns listade i Catalogue of Life.